# Gustav Kasselstrand
Gustav Mattias Anton Kasselstrand (født 27. juni 1987 i Valdemarsvik) er en svensk politiker (Alternativ for Sverige, tidligere Sverigedemokraterne). Han har været formand for Alternativ for Sverige siden partiet blev stiftet i december 2017.
Kasselstrand var leder af Sverigedemokratisk Ungdom (SDU), men blev sammen med næstformand William Hahne ekskluderet af moderpartiet i april 2015. I september samme år brød SDU fuldstændig med Sverigedemokraterne. Kasselstrand og Hahne påbegyndte arbejdet med at danne et nyt politisk parti i foråret 2017, og partiet Alternativ for Sverige blev registreret 13. december samme år.